# You Lucky Dog
You Lucky Dog (no Brasil Minha Vida com Lucky) é um filme Original do Disney Channel que foi ao ar pela primeira vez em 27 de Junho de 1998. É protagonizado por Kirk Cameron e dirigido por Paul Schneider. O Filme consegui atingir mais de 4,6 milhões de espectadores no estados unidos .
Em 1999, a canção original "Togetherness" foi nomeada para o Primetime Emmy de "Melhor Música e Letra".

## Enredo
Jack Morgan é um terapeuta de cachorros, uma vez famoso por ser capaz de ler a mente de seu cão. Embora Jack não consiga ler a mente de outros cães, ele ainda opera um negócio de leitura da mente canina, sem revelar sua incapacidade para os clientes. O Sr. Mooney e sua esposa levam seu cachorro para ver Jack. Insatisfeito com a incapacidade de Jack de ler a mente de seu cão, o Sr. Mooney, que é amigo do prefeito da cidade, ameaça fechar seu negócio. Depois que os Mooney saem, um homem rico chamado Clyde Windsor leva seu cão, Lucky, para ver Jack, Windsor está atordoado pela sua capacidade de ler a mente dos cachorros.
Duas semanas depois, a prefeitura fecha o negócio de Jack, simultaneamente, o motorista pessoal de Windsor, Calvin Bridges, informa a Jack que Windsor morreu. A advogada Allison Kent, lê o testamento de Windsor para sua sobrinha e dois sobrinhos: Margaret, Lyle e Rueben. O mesmo revela que os três interesseiros não vão tem direito a nada da fortuna de Windsor, e que escolheu Lucky para herdar seu dinheiro e sua mansão. 
Jack se encontra com Allison e é informado de que ele é o administrador escolhido por Windsor para cuidar dos 64 milhões de dólares de Lucky. Jack concorda em se mudar para a mansão e se tornar o novo proprietário de Lucky, conforme exigido, forçando Lyle, Margaret e Rueben a se mudarem.
Os sobrinhos de Windsor, que estão acostumados a viver um estilo de vida luxuoso, não gostam nada e conspiram para reconquistar a mansão e se tornar os donos de Lucky, para isso contratam Phister, um advogado ganancioso que só levará o caso a julgamento por 30% do dinheiro.

## Elenco
- Kirk Cameron – Jack Morgan
- Chelsea Noble – Allison Kent
- John de Lancie – Lyle Windsor
- James Avery – Calvin Bridges
- Christine Healy – Margaret Windsor
- Granville Van Dusen – Sr. Phister
- Christine Cavanaugh – Bernice
- Hansford Rowe – Clyde Windsor
- Jane Carr – Empregada
- Taylor Negron – Reuben Windsor
- Tom McCleister – Sr. Mooney
- Myra Turley – Sra. Mooney
- Patricia Belcher – Juíza Tanner
- Jillian Berard – Nicole Tyler